# Хельгесен, Финн
Финн Хельгесен (норв.  Finn Helgesen; 25 апреля 1919, Драммен — 3 сентября 2011, Лёренскуг) — норвежский конькобежец, чемпион Олимпийских игр 1948 года.
Финн Хельгесен завоевал золотую олимпийскую медаль на дистанции 500 метров (43,1) на первых после второй мировой войны зимних Олимпийских играх в Санкт-Морице в 1948 году.
Хельгесен также участвовал в Играх 1952 года в Осло, но занял только пятое место на дистанции 500 метров.
В 1947 и 1949 годах Хельгесен выигрывал дистанцию 500 метров на чемпионате Норвегии.

## Лучшие результаты
Лучшие результаты Финна Хельгесена на отдельных дистанциях:
- 500 метров — 43,10 (30 января 1948 года, Санкт-Мориц)
- 1500 метров — 2:25,40 (2 января 1952 года, Осло)
- 5000 метров — 9:05,10 (1951 год)
- 10000 метров — 18:39,40 (1951 год)